# Juan Rodríguez (voetballer)
Juan Antonio Rodríguez Villamuela (Málaga, 1 april 1982) is een Spaans betaald voetballer die bij voorkeur op het middenveld speelt. Hij verruilde in juli 2011 Deportivo de La Coruña voor Getafe CF. 
Rodríguez doorliep de jeugdopleiding van Málaga CF en sloot in 2000 aan bij het tweede team, Malaga B. Daarmee promoveerde hij in 2004 naar de Segunda División A. Datzelfde jaar debuteerde Rodríguez met de hoofdmacht in de Primera División. Na de degradatie van Málaga CF in 2006, vertrok hij naar Deportivo de La Coruña.

## Cluboverzicht
| Seizoen  | Club                   | Competitie       | Wedstrijden | Doelpunten |
| -------- | ---------------------- | ---------------- | ----------- | ---------- |
| 2003-'04 | Málaga CF              | Primera División | 2           | 0          |
| 2004-'05 | Málaga CF              | Primera División | 27          | 5          |
| 2005-'06 | Málaga CF              | Primera División | 30          | 1          |
| 2006-'07 | Deportivo de La Coruña | Primera División | 31          | 4          |
| 2007-'08 | Deportivo de La Coruña | Primera División | 26          | 1          |
| 2008-'09 | Deportivo de La Coruña | Primera División | 37          | 2          |
| 2009-'10 | Deportivo de La Coruña | Primera División | 35          | 3          |
| 2010-'11 | Deportivo de La Coruña | Primera División | 31          | 1          |
| 2011-'12 | Getafe CF              | Primera División | 17          | 0          |
| 2012-'13 | Getafe CF              | Primera División | 9           | 2          |
| 2013-'14 | Getafe CF              | Primera División | 15          | 0          |
| 2014-'15 | Getafe CF              | Primera División | 34          | 1          |
| 2015-'16 | Getafe CF              | Primera División | 5           | 0          |

1 Greif ·
2 Morey ·
3 Lato ·
4 Van der Heyden ·
5 Mascarell ·
6 Copete ·
7 Muriqi ·
8 Morlanes ·
9 Prats ·
10 Darder ·
11 Asano ·
12 Costa ·
13 Román ·
14 Rodríguez ·
16 Fernández ·
17 Larin ·
18 Sánchez ·
19 Llabrés ·
20 Chiquinho ·
21 Raíllo  ·
22 Mojica ·
23 Maffeo ·
24 Valjent ·
25 Cuéllar ·
27 Navarro ·
33 Luna ·
Coach: Arrasate